# Wilków (powiat złotoryjski)
Wilków (niem. Wolfsdorf) – wieś w Polsce położona w województwie dolnośląskim, w powiecie złotoryjskim, w gminie Złotoryja, na Pogórzu Kaczawskim w Sudetach, 3 km na południe od Złotoryi.

## Podział administracyjny
W latach 1975–1998 miejscowość należała administracyjnie do województwa legnickiego.

## Nazwa
Powszechnie uważa się, że nazwa wsi wywodzi się od słów: Wolf = wilk oraz Dorf = wieś. Istnieje jednak inna interpretacja nazwy wsi, Wherwolf = Wehrbauern. Zgodnie z tą interpretacją, Wilków pełnił rolę osady obronnej przez fakt, że pan ziemi wyposażał niektórych jej mieszkańców w akcesoria obronne dla odparcia wroga zewnętrznego. Wilków krótko należał do panów z Czerwonego Kościoła.

## Historia
Pierwsze historyczne wzmianki o Wilkowie pochodzą z lat: 1418, 1422 i 1428. Wymieniano nazwę Wolfsdorf lub Wolffsdorff. Powstanie wsi należy jednak przypisać na XIII wiek, na okres pierwszej fali kolonizacyjnej. W roku 1630 potwierdzone jest istnienie w Wilkowie komory celnej. Okres wojny trzydziestoletniej był dla tej miejscowości niezwykle trudny. Większa część Wilkowa została wtedy spalona i długo była niezamieszkana. W roku 1646 legnicki ks. Jerzy Rudolf przekazał Wilków katedrze św. Jana w Legnicy.
Około roku 1800 w Wilkowie było 135 domów, prawie 800 mieszkańców, zamek, folwark i szkoła ewangelicka. Kościoła w Wilkowie nie było i wierni należeli do parafii w Złotoryi. Funkcjonowały 3 młyny, karczma, 5 kuźni, tartak, piec wapienny i kamieniołom.

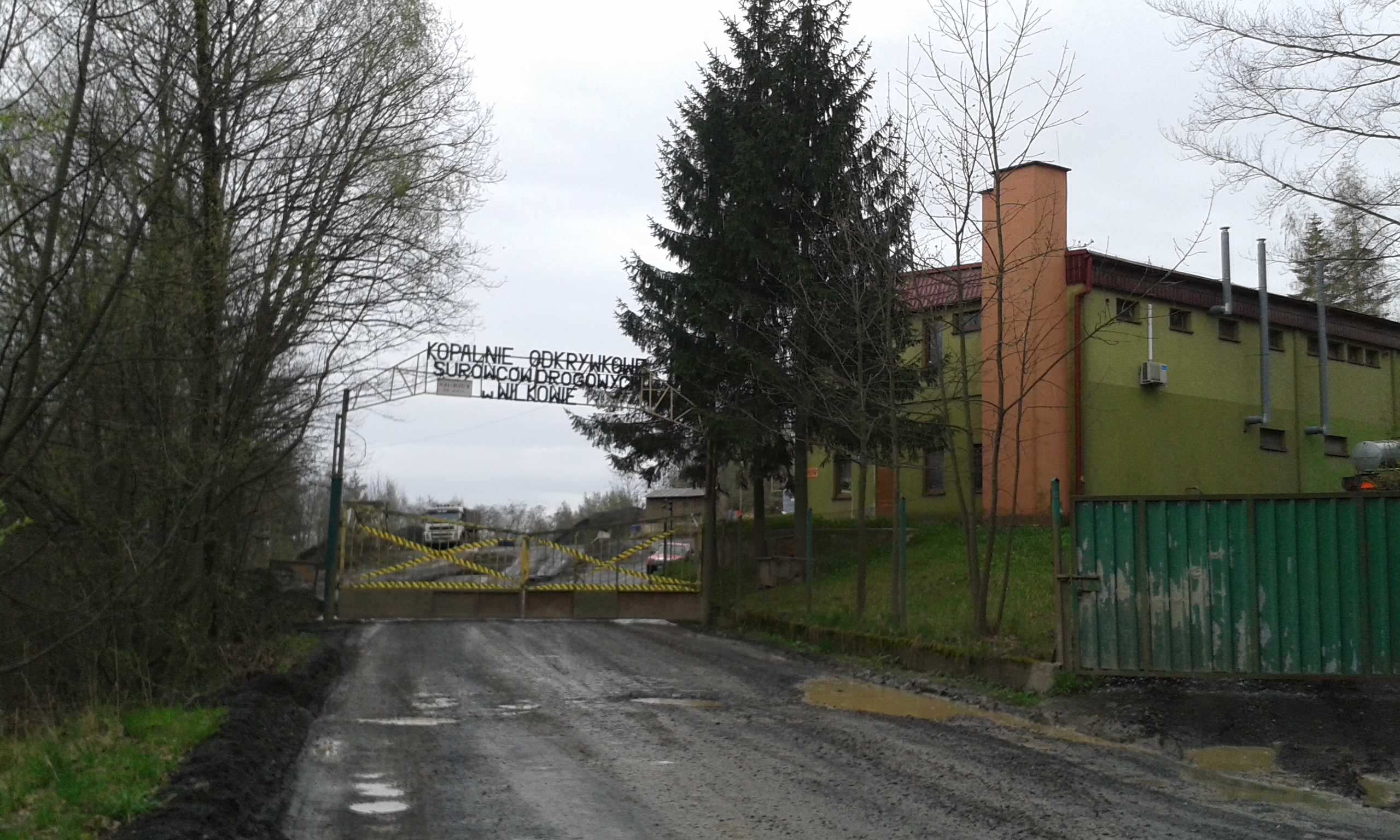
Kopalnie odkrywkowe surowców drogowych w Wilkowie – brama

W roku 1939 liczba ludności wynosiła około 830. W związku z rozwojem przemysłu wydobywczego, w roku 1938 rozpoczęto budowę osiedla, które w 1945 roku liczyło 4000 mieszkańców, choć planowano 9000. W roku 1940 wybudowano tu szkołę z 18 pomieszczeniami. Ze Złotoryją Wilków miał połączenie autobusowe, funkcjonowała również poczta. Dużym udogodnieniem dla mieszkańców było założenie w roku 1912 linii zasilającej wieś w energię elektryczną. W 1951 roku uruchomiono linię kolejową pomiędzy Wilkowem a Jerzmanicami-Zdrój. Stacja i  linia kolejowa została w 1999 roku zamknięta, a w 2004 roku zlikwidowana.
Własnego kościoła Wilków doczekał się dopiero w roku 1959, kiedy przebudowano stodołę, czyniąc z niej kościół pw. Niepokalanego Poczęcia Najświętszej Marii Panny. Kościół w krótkim czasie zasłynął z comiesięcznych nabożeństw fatimskich, na które ściągają pielgrzymi z odległych miejscowości. Obecnie (III 2011 r.) w Wilkowie mieszka 1243 mieszkańców w części osiedla (Wilków Osiedle) i 1051 w części wsi (Wilków).
Przez wiele lat Wilków był siedzibą Gromadzkiej Rady Narodowej. Mieszkańcy utrzymują się z produkcji rolnej oraz usług i przemysłu, szczególnie w obrębie byłej kopalni Lena. Teren po kopalni Lena jest doskonale położony, w pełni uzbrojony, dostępny do prowadzenia produkcji przemysłowej. Są tam jeszcze wolne do zainwestowania obszary.
Postanowieniem z dnia 13 stycznia 2015 roku Sąd Rejonowy w Legnicy ogłosił upadłość Kopalni Odkrywkowych Surowców Drogowych Spółki z o.o. z siedzibą w Wilkowie.

## Oświata i sport
- Szkoła Podstawowa im. Stanisława Staszica
- Gimnazjum
- Dom Dziecka im. Jana Wyżykowskiego
- Wilkowianka, klub sportowy
- boisko Orlik 2012 w Wilkowie
- Biblioteka Publiczna Gminy Złotoryja Filia w Wilkowie Osiedlu
- Świetlica (ul. Kochanowskiego 1)

## Ważniejsze przedsiębiorstwa
- Przedsiębiorstwo Górniczo-Produkcyjne BAZALT Spółka akcyjna[5]
- Mine Master Sp. z o.o.
- Zakłady Mechaniczne Lena, spółka z o.o.
- KONSTAL Wilków, zakład mechaniczno-konstrukcyjny